# Löts församling, Uppsala stift
Löts församling var en församling i Uppsala stift och i Enköpings kommun i Uppsala län. Församlingen uppgick 2007 i Villberga-Hacksta-Löts församling.

## Administrativ historik
Församlingen har medeltida ursprung. 
Församlingen utgjorde under medeltiden ett eget pastorat för att därefter till 1 maj 1927 vara annexförsamling i pastoratet Hacksta och Löt. Från 1 maj 1927 2007 ingick församlingen som annexförsamling i Villberga pastorat. Församlingen uppgick 2007 i Villberga-Hacksta-Löts församling.

## Kyrkor
- Löts kyrka